# Giovanni Spinelli (schilder)
Giovanni Battista Spinelli (†1647) was een Italiaans kunstschilder die vele olieverfschilderijen produceerde. Hij stamt af uit het oude katholieke adellijke huis Spinelli. 

## Werken
Enkele titels van bekendere werken van Spinelli:
- Il Sogno di Giacobbe (1645)
- Amon smeekende om Esthers vergiffenis aan Ahasuerus